# Krivaja (okręg toplicki)
Krivaja (cyr. Криваја) – wieś w Serbii, w okręgu toplickim, w gminie Blace. W 2011 roku liczyła 136 mieszkańców.